# حاج باباي وسطي
حاج‌ باباي وسطي هي قرية في مقاطعة تكاب، إيران. يقدر عدد سكانها بـ 173 نسمة بحسب إحصاء 2016.